# Incidente di Nënoksa
L'incidente di Nënoksa è avvenuto l'8 agosto 2019 presso la base militare di Nënoksa, nell'oblast' di Arcangelo in Russia e ha causato alcune perdite umane nonché la dispersione di elementi radioattivi nelle aree circostanti.

## Incidente
Alle 12 ora locale è stata avvertita un'esplosione presso il sito nel quale si effettuano test missilistici. In particolare, secondo Rosatom, l'incidente è avvenuto su una piattaforma marittima dove si stava testando un motore a propellente liquido.
L'incidente ha causato la morte di cinque persone e il ferimento di altre tre (alcune fonti sostengono che siano sei i feriti e sette i morti) che in quel momento stavano lavorando su una fonte di energia isotopica; non è chiaro a cosa servisse la suddetta fonte, anche se, secondo alcuni media russi e il presidente degli Stati Uniti d'America Trump, servirebbe per un nuovo tipo di missile voluto fortemente dal presidente Putin, il Novator 9M730 Burevestnik.

## Conseguenze
L'ente per la sicurezza nucleare norvegese non riporta alcun aumento della radioattività, mentre le autorità di Severodvinsk e l'istituto meteorologico russo hanno riportato un aumento di 20 volte della radioattività nella zona per un periodo di circa 30 minuti. Questo aumento non rappresenta però alcun problema per la salute, visto che questi avverrebbero con un aumento rispetto al fondo naturale di almeno 1000 volte se venisse considerato lo stesso tempo di esposizione. Non sono poi stati rilevati aumenti di radiazione nelle stazioni norvegesi eccezion fatta per lo iodio: queste quantità sono molto piccole e non comportano rischio per la popolazione o l'ambiente. Le misure risultano compatibili con precedenti campionamenti, questi eventi accadono 6-8 volte l'anno e la fonte è di solito sconosciuta. Si ritiene che, essendo presente solo iodio, non ci sia connessione con l'incidente nella base militare ma siano dei rilasci di una qualche industria della filiera radiofarmaceutica.
Constatata la presenza di notevoli quantità di radiazioni nell'aria, è stata ordinata l'evacuazione dei 450 abitanti del villaggio di Nënoksa per il 14 agosto tramite un treno speciale.

## Indagini
Secondo il quotidiano Kommersant è stata aperta un'indagine al fine di chiarire le cause e i possibili responsabili dell'incidente.